# وجوه (سلسلة)
وجوه هي سلسلة وثائقية مغربية من إخراج حكيم بلعباس سنة 2009، تتكوّن من 16 حلقة.
السلسلة من إنتاج الشركة الوطنية للإذاعة والتلفزة، وعُرضت على قناة الأولى.

## القصة
ترصد السلسلة طريقة عيش عدد من الأشخاص البسطاء المنتمين إلى عوالم الفن والحرف التقليدية والرسم والموسيقى، وإبراز مدى تشبثهم بعملهم وطريقة عيشهم بكثير من الشجاعة والصبر رغم التهميش والمعاناة وإكراهات الحياة.

## جوائز وتشريفات
حظيت السلسلة بتنويه خاص من لجنة تحكيم مسابقة المهر العربي للأفلام الوثائقية، التي تنظم في إطار فعاليات مهرجان دبي السينمائي الدولي.